# Иностранный капитал в экономике Австралии

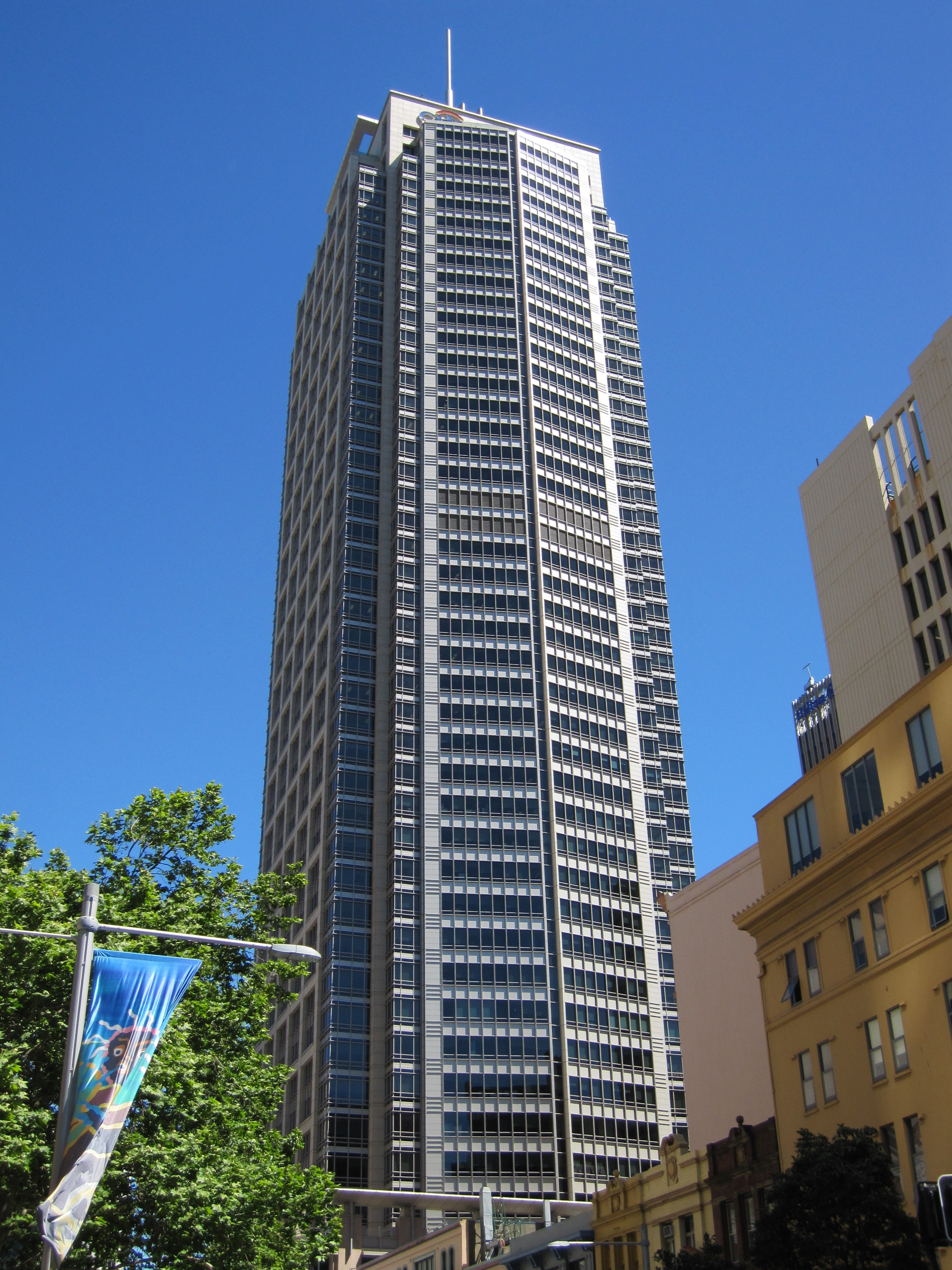
Citigroup Centre в Сиднее

Иностранный капитал занимает важное место в экономике Австралии. Наибольший объём иностранных инвестиций приходится на сектор добычи сырья (железная руда, каменный уголь, бокситы, свинцово-цинковые руды, алмазы, нефть и природный газ), также значительные суммы инвестированы в финансовый сектор (банки и страхование), машиностроение (производство автомобилей, авиатехники, электроники), производство напитков и продуктов питания, розничную торговлю, общественное питание, недвижимость и транспорт.
В число крупнейших компаний страны с иностранным капиталом входят австралийско-британские BHP Billiton и Rio Tinto, а также Coca-Cola Amatil (подразделение американской пищевой компании Coca-Cola), AXA Asia Pacific Holdings (подразделение французской страховой компании AXA), Toll Holdings (подразделение японской логистической компании Japan Post Holdings), GPT Group (крупнейший акционер — сингапурский инвестиционный фонд GIC), CIMIC Group (крупнейший акционер — немецкая строительная компания Hochtief) и Caltex Australia (подразделение американской нефтегазовой компании Chevron).

## История

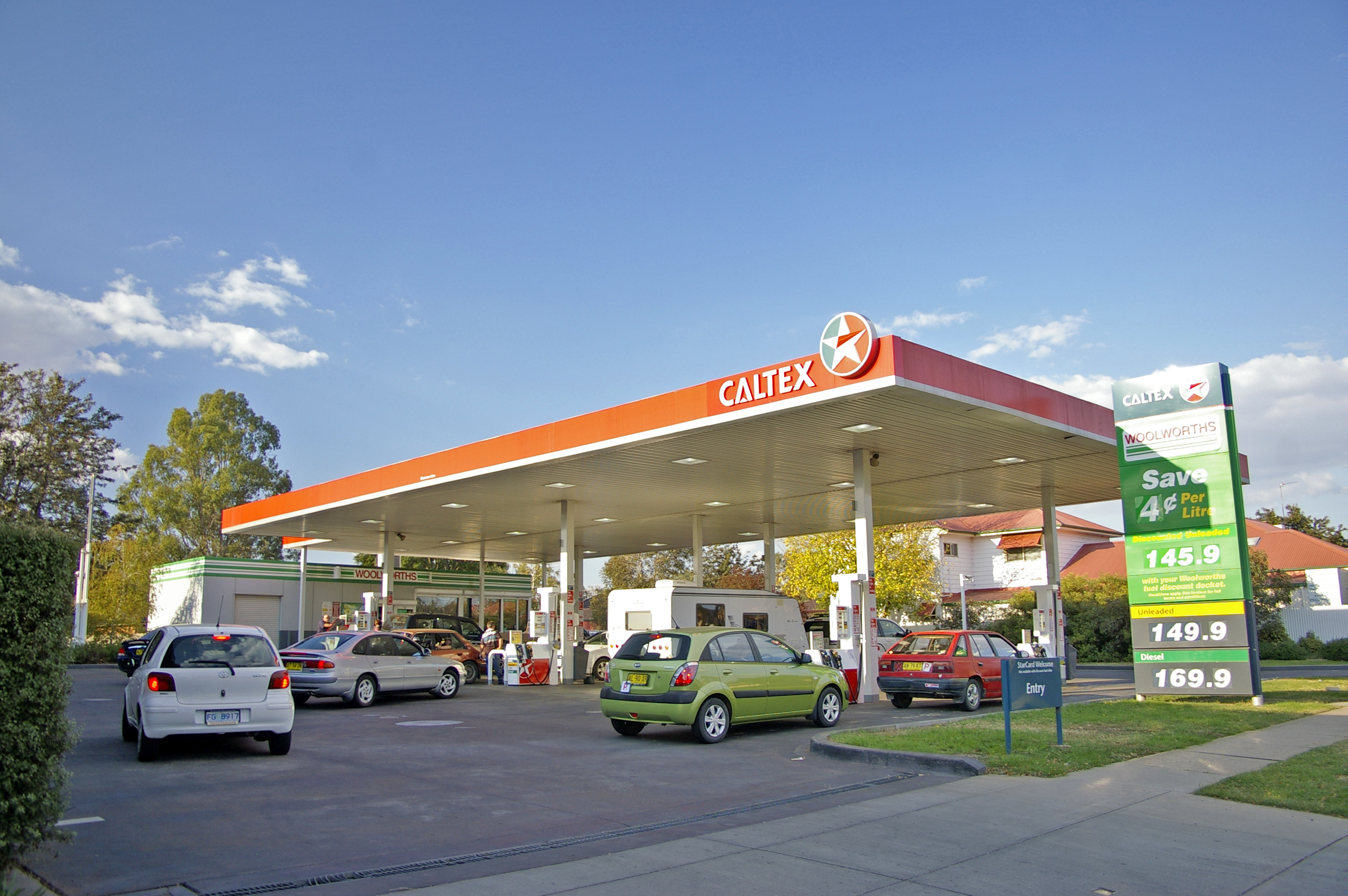
Автозаправочная станция Caltex

До Второй мировой войны в экономике Австралии преобладал британский капитал. С середины 1970-х годов в связи с реализацией ряда крупных промышленных проектов наблюдался настоящий бум иностранных инвестиций, получивший известность как «битва миллиардов». За десятилетие 1970-х годов общая сумма иностранных инвестиций, вложенных в экономику Австралии, выросла с 6,5 млрд до 15 млрд долларов.
Если в 1970 году доля британского капитала составляла 47 % иностранных инвестиций, а северо-американского — 39 %, то уже в начале 1980-х годов на северо-американский капитал приходилось до 70 % иностранных инвестиций, на второе место вышла Япония, а доля Великобритании сократилась до 10 %.
В середине 1990-х годов обрабатывающая промышленность поглощала 31 % прямых иностранных инвестиций, сфера финансов и страхования — 20 %, горнодобывающая промышленность — 14 %, недвижимость и сектор услуг — 13 %. Также иностранные инвестиции направлялись в производство фармацевтики и электроники, информационные технологии, телекоммуникации и биотехнологии (средства защиты растений и животных).
Если в 2001 году иностранные инвестиции в экономику Австралии составляли 849,7 млрд долларов, то в 2005 году — уже 1,2 трлн долларов. По состоянию на 2005 год инвестиции из США составляли 325,3 млрд долларов, из Великобритании — 294,7 млрд, из Японии — 53,3 млрд, из Гонконга — 31,2 млрд, из Нидерландов — 29,8 млрд, из Швейцарии — 25,1 млрд, из Новой Зеландии — 24,3 млрд, из Бельгии — 23,1 млрд, из Германии — 21,1 млрд, из Сингапура — 19,7 млрд.

## Промышленность

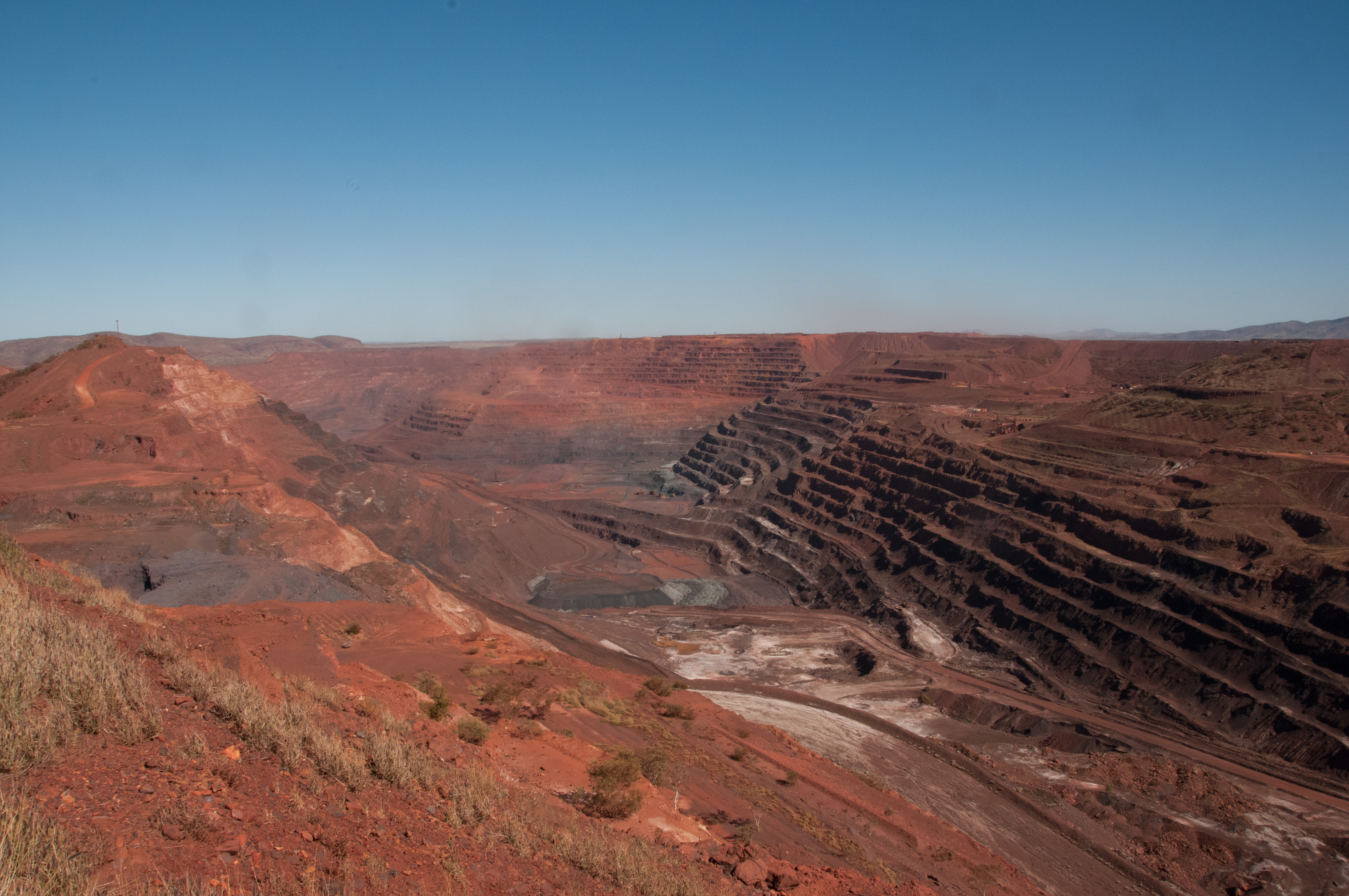
Железорудное месторождение BHP Billiton

Британский капитал продолжает играть важную роль в горнодобывающей промышленности Австралии и присутствует в таких корпорациях, как BHP Billiton (добыча железной, медной, свинцово-цинковой руд, угля, нефти, газа, урана, золота, серебра, никеля, бокситов и калийной соли) и Rio Tinto (добыча угля, железной и медной руд, бокситов, алмазов, урана, талька, соли и гипса).
Американские ExxonMobil, Caltex Australia (подразделение Chevron), ConocoPhillips и Apache Corp., англо-голландская Royal Dutch Shell, британская BP, японские Mitsubishi Corporation, Mitsui & Co., Osaka Gas, Tokyo Gas, Chubu Electric Power и Inpex участвуют в добыче нефти и газа, американские Peabody Energy и Alcoa, британская Anglo American, швейцарские Glencore International и Xstrata, французская Engie, бразильская Vale, китайские CITIC Resources, Shenhua Group и Yanzhou Coal Mining, японские Mitsubishi Corporation, Marubeni, Itochu, Sumitomo Corporation, Sojitz, Mitsui & Co., Tohoku Electric Power, Nippon Steel, Nippon Oil и Idemitsu Kosan, индийские Adani Group и GVK, корейские POSCO и Korea Resources Corporation занимаются добычей угля.
Японские Nippon Steel, Sumitomo Metal Industries, Mitsubishi Corporation, Itochu, Mitsui & Co. и Marubeni, китайские China Baowu Steel Group, China Steel и Sinosteel, корейская POSCO занимаются добычей железной руды, англо-индийская Vedanta Resources и швейцарская Glencore International — добычей медной руды. Американская Alcoa занимается добычей бокситов и производством алюминия, канадская Barrick Gold, американская Newmont Mining, южноафриканские Gold Fields и AngloGold Ashanti — добычей золота, американская General Atomics и российская Росатом — добычей урана, швейцарская Glencore International и канадская First Quantum Minerals — добычей никеля и кобальта, китайская China Minmetals, швейцарская Glencore International и канадская Ivernia — добычей свинцово-цинковой руды, швейцарская Xstrata — добычей серебра.

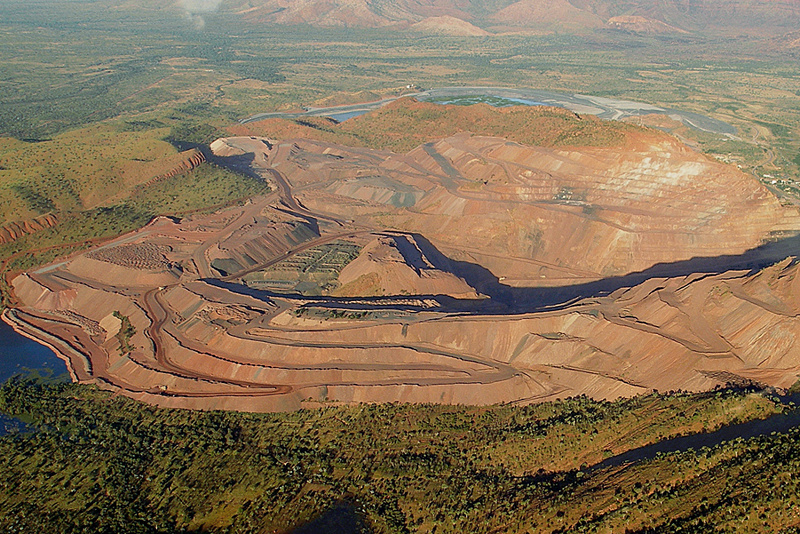
Алмазное месторождение Rio Tinto

Британская BP, американская Caltex Australia (подразделение Chevron) и швейцарско-голландская Vitol владеют основными мощностями в нефтепереработке, швейцарская Nyrstar — мощностями по выплавке цинка, свинца и серебра, гонконгская Cheung Kong Group владеет газораспределительной компанией Australian Gas Networks и является акционером энергетических компаний SA Power Networks, CitiPower и Powercor, гонконгская CLP Group владеет энергетической компанией EnergyAustralia, сингапурская Singapore Power и китайская State Grid Corporation of China имеют доли в компаниях AusNet Services, SGSP (Australia) Assets, Jemena и ActewAGL (дистрибуция электроэнергии, газа и воды), французская Engie и японская Mitsui & Co. владеют компанией Simply Energy, канадская ATCO контролирует газораспределительную компанию Western Australia Gas Networks и электростанции ATCO Power Australia, новозеландские Trustpower и Meridian Energy, испанская Acciona, японская Mitsui & Co. и индийская Suzlon Energy имеют интересы в сфере ветроэнергетики.
Крупнейшими военными подрядчиками страны являются BAE Systems Australia — подразделение британской компании BAE Systems и Thales Australia — подразделение французской компании Thales. Также важную роль в авиационной и военной промышленности играет Boeing Australia — подразделение американской компании Boeing.
В автомобильной промышленности Австралии (сектор легковых автомобилей) работают американские компании Holden (подразделение General Motors) и Ford Australia, а также японская компания Toyota Australia. Бразильская автобусная компания Marcopolo владеет австралийским производителем Volgren, итальянская компания Iveco, американские Mack Trucks (подразделение шведской Volvo) и Kenworth (входит в американскую группу Paccar) производят грузовые автомобили.

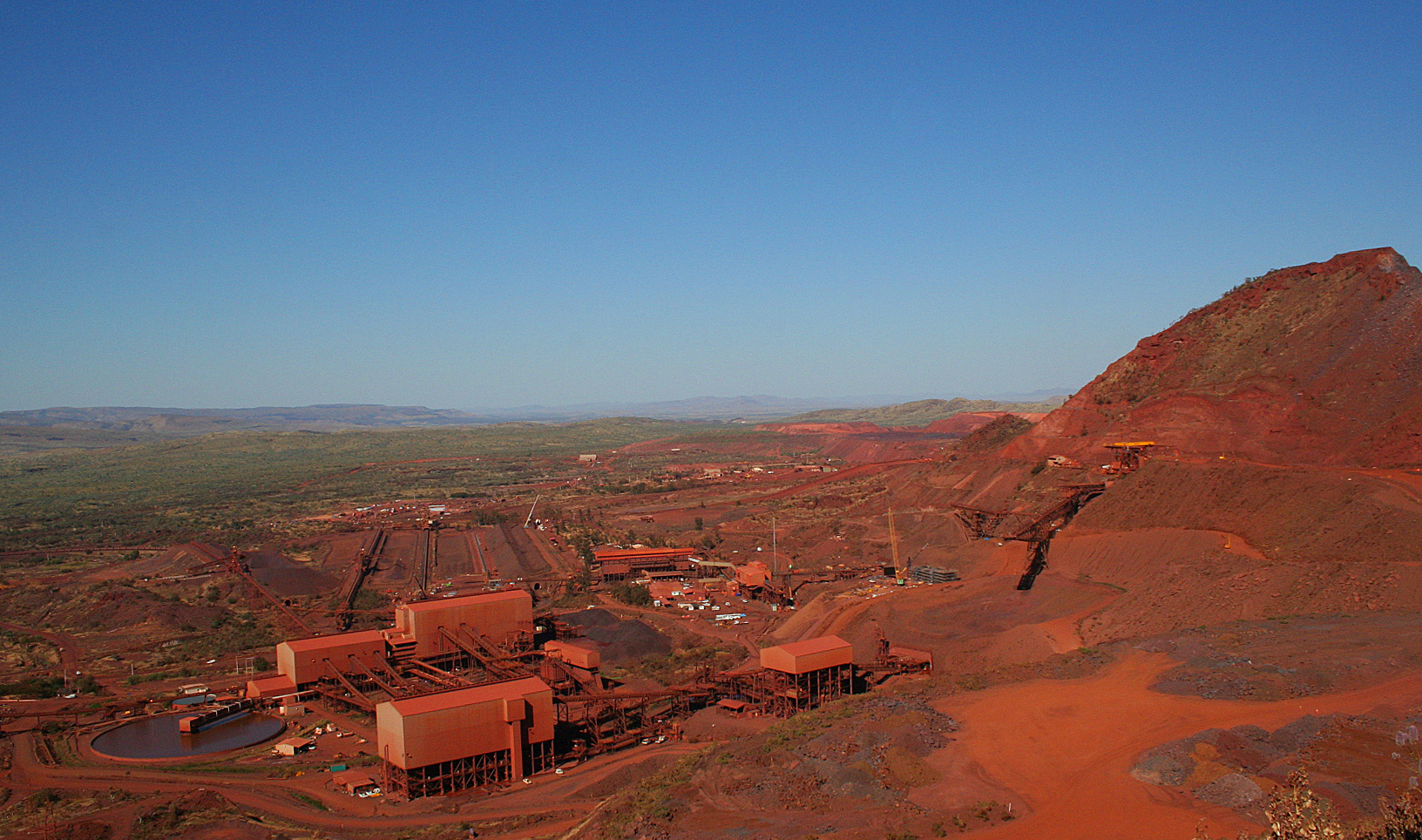
Железорудное месторождение Rio Tinto

Британская корпорация SABMiller владеет австралийским производителем пива и крепких алкогольных напитков Carlton & United Breweries, японская корпорация Kirin Holdings владеет пищевой группой Lion, производящей пиво, вино, крепкие алкогольные напитки, молочные продукты и соки, американская корпорация PepsiCo производит в Австралии чипсы (Smith’s Snackfood Company), снэки и прохладительные напитки, американская Coca-Cola (через Coca-Cola Amatil и SPC Ardmona) — прохладительные напитки, питьевую воду, соки, кофе, чай, закуски, джем и мармелад, англо-голландская корпорация Unilever Australasia — мороженое и соусы.
Американская Mondelēz International владеет производителем намазок Fred Walker & Co (выпускает продукцию под маркой Vegemite), американская Campbell Soup владеет производителем печенья и снэков Arnott’s Biscuits, британская Associated British Foods владеет производителями хлебобулочных и кондитерских изделий George Weston Foods и Tip Top Bakeries.
В фармацевтической промышленности Австралии работают американская компания Johnson & Johnson (владеет Tasmanian Alkaloids) и британская компания GlaxoSmithKline. Японская компания Nippon Paper Industries владеет производителем бумаги Australian Paper, мексиканская компания Cemex (через дочернюю австралийскую компанию Rinker Group) и швейцарская компания Holcim лидируют на цементном рынке Австралии, немецкая компания Hochtief (через участие в CIMIC Group) и американская компания Bechtel являются одними из крупнейших строительных подрядчиков страны. Американская компания Rheem производит в Австралии водонагревательные котлы и другое оборудование.

## Сфера услуг

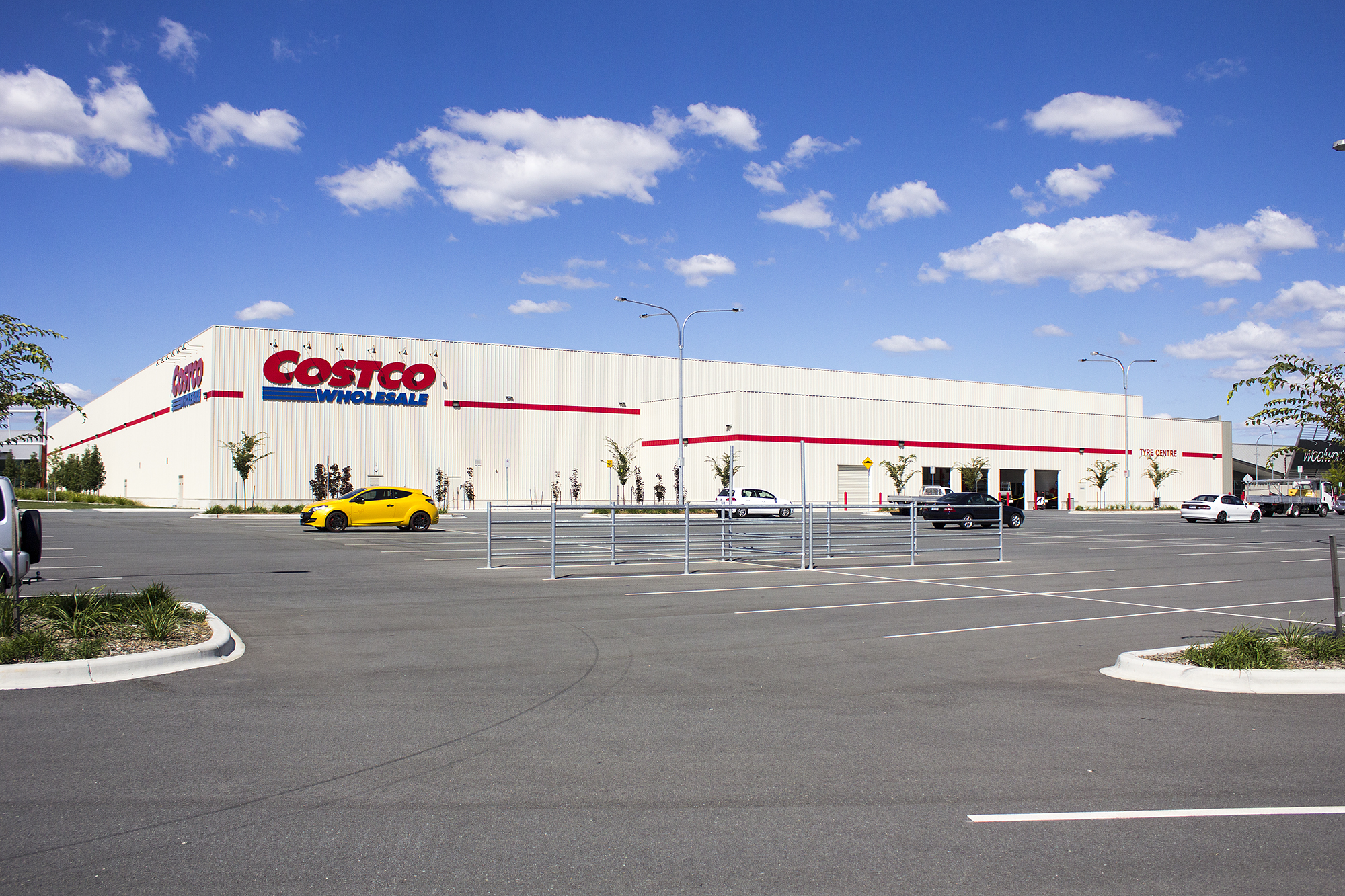
Магазин Costco в Канберре

В банковском секторе Австралии представлены американские Citibank, JPMorgan Chase, Bank of America и State Street Corporation, британские HSBC, Barclays, Standard Chartered, Lloyds Banking Group, The Royal Bank of Scotland и Investec, нидерландские ING Groep, Rabobank и ABN AMRO, швейцарские UBS и Credit Suisse, германский Deutsche Bank, японские Mizuho Corporate Bank, Sumitomo Mitsui Banking Corporation и The Bank of Tokyo-Mitsubishi UFJ, китайские Bank of China и China Construction Bank, французские BNP Paribas и Société Générale, канадские Royal Bank of Canada и Toronto-Dominion Bank, гонконгский The Hongkong and Shanghai Banking Corporation, сингапурские Oversea-Chinese Banking Corporation и United Overseas Bank, кипрский Bank of Cyprus, греческий National Bank of Greece, индийские State Bank of India, Bank of Baroda и Union Bank of India, в страховании — германская Allianz, французская AXA, швейцарская Zurich Insurance Group, гонконгская AIA Group, японская Dai-ichi Life и южноафриканская Hollard Group.
В сфере розничной торговли Австралии присутствуют немецкие компании Aldi и Lidl (сети супермаркетов), нидерландская компания Spar (сеть супермаркетов), японская группа 7-Eleven (сеть продуктовых магазинов и автозаправок), американские компании Costco (сеть оптовых магазинов), Gap, Abercrombie & Fitch, Fossil (сети магазинов одежды), GameStop (сеть магазинов электроники EB Games Australia), Apple Store (сеть магазинов электроники), Lowe’s (сеть магазинов товаров для дома Masters Home Improvement), британская компания Specsavers (сеть магазинов оптики), испанская компания Zara (сеть магазинов одежды), итальянская компания Luxottica (сеть магазинов оптики Sunglass Hut), южноафриканская компания Pepkor (сеть магазинов одежды Best & Less и сеть универмагов Harris Scarfe), новозеландская компания James Pascoe Group (сеть ювелирных и часовых магазинов), филиппинская компания Toy Kingdom (сеть магазинов игрушек).

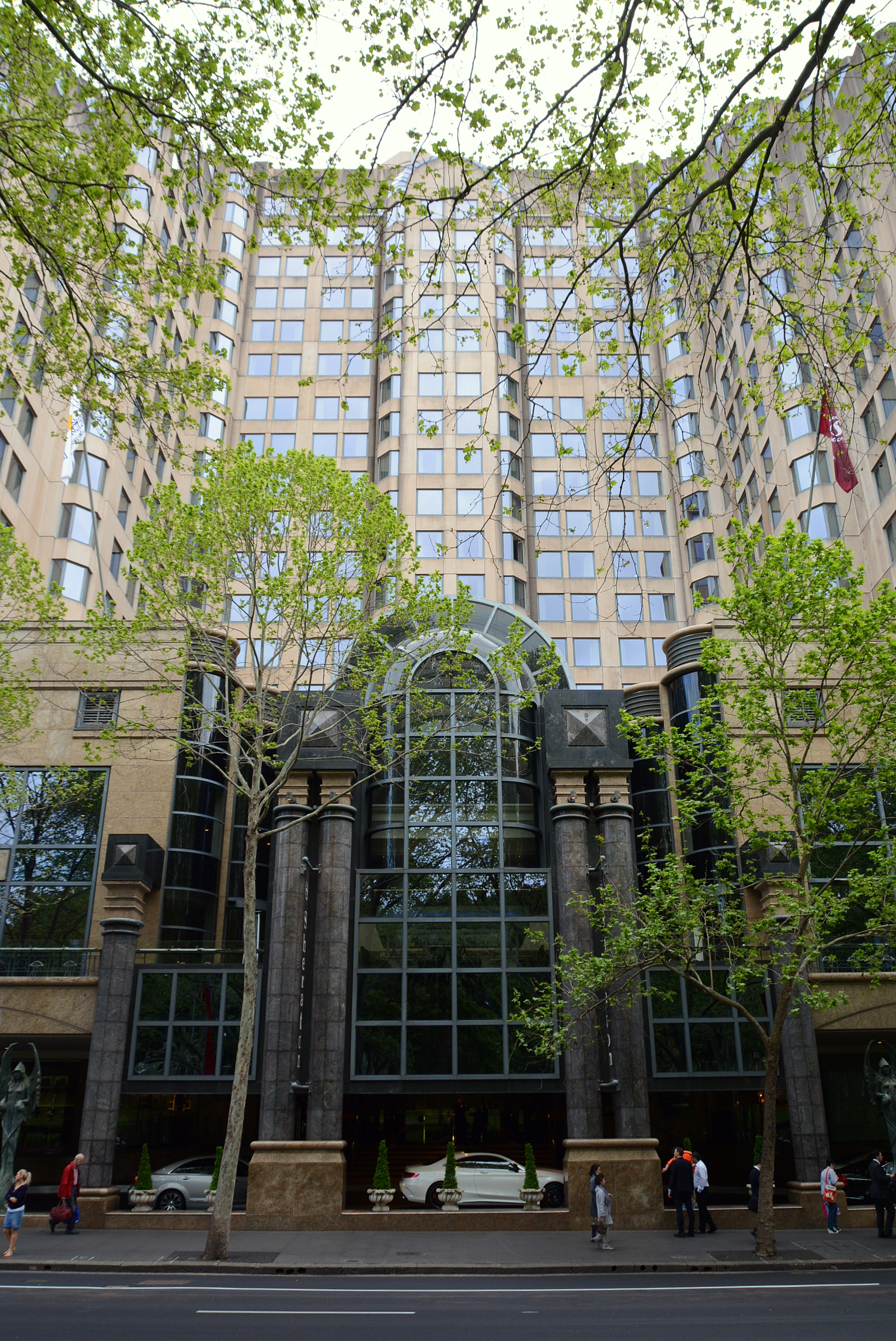
Отель Sheraton в Сиднее

Американская Chevron является совладельцем крупной сети автозаправочных станций Caltex Woolworths (совместно с австралийской торговой группой Woolworths Limited). Другие крупные сети автозаправок принадлежат британской BP и англо-голландской Royal Dutch Shell.
В сфере общественного питания на австралийском рынке широко представлены американские ресторанные сети McDonald’s (в том числе McCafé), Yum! Brands (в том числе KFC и Pizza Hut), Domino’s Pizza, Subway, Dunkin’ Brands, Starbucks, Gloria Jean’s Coffees, Sizzler и Lone Star Steakhouse & Saloon, а также южноафриканская сеть Nando's. Сеть Hudsons Coffee принадлежит дубайской корпорации The Emirates Group.
В гостиничной сфере Австралии работают американские компании Best Western (сеть Best Western), Starwood Hotels and Resorts Worldwide (сети Sheraton, Le Meridien и Westin), Hilton Worldwide (сети Hilton и Conrad), Hyatt Hotels Corporation (сети Grand Hyatt, Park Hyatt и Hyatt Regency) и Carlson (сети Radisson и Carlson), британская InterContinental Hotels Group (сети InterContinental, Crowne Plaza и Holiday Inn), французская Accor (сети Novotel, Sofitel, Pullman, Mercure и Ibis), гонконгская Great Eagle Holdings (сеть Langham).

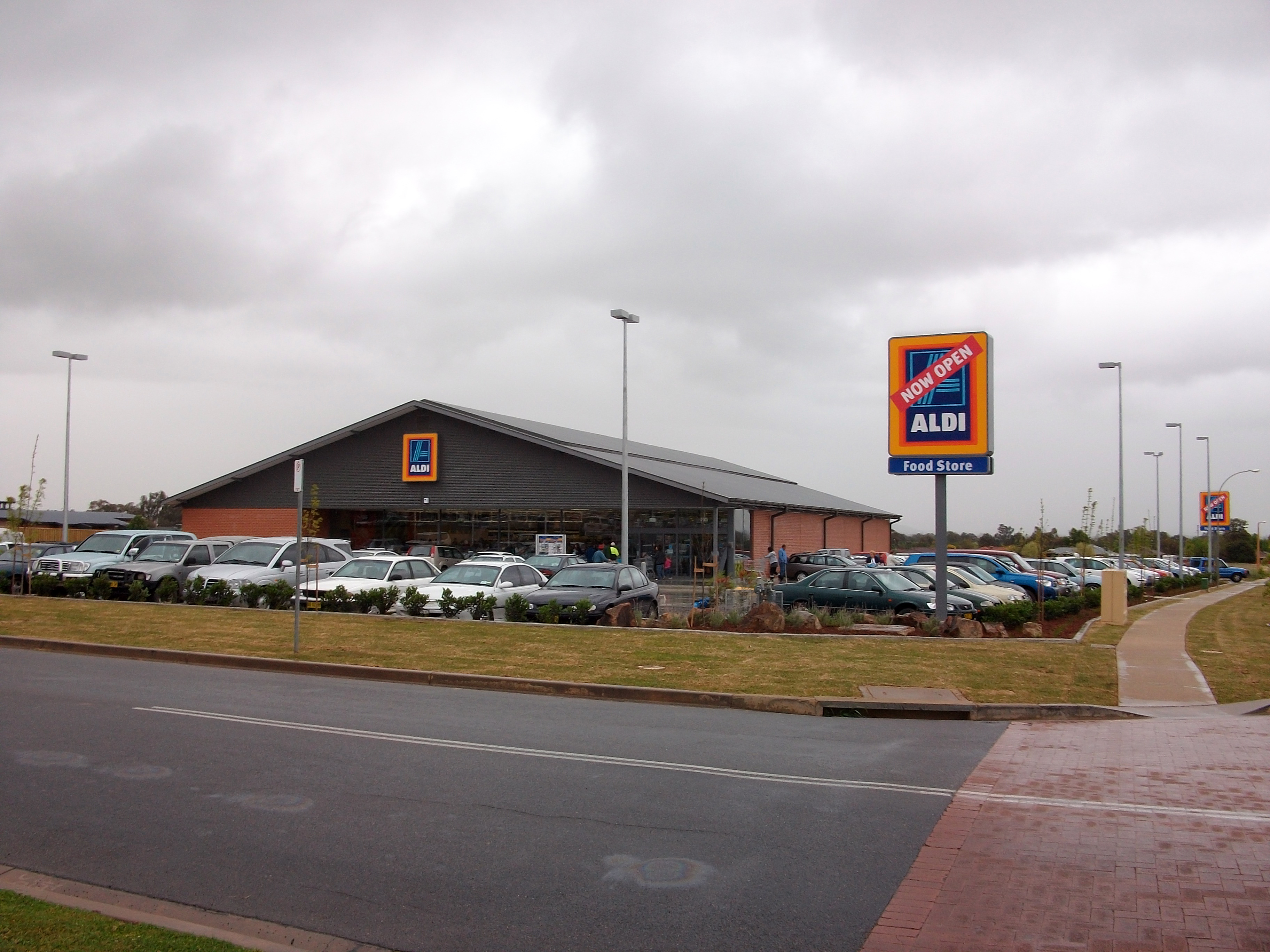
Магазин Aldi в Уогга-Уогга

В сфере телекоммуникаций Австралии работают компании Optus (подразделение сингапурской Singtel) и Vodafone Hutchison Australia (совместное предприятие британской Vodafone и гонконгской CK Hutchison Holdings), в сфере информационных технологий — американские IBM, Microsoft, Google, Apple, Oracle и TOWER Software (подразделение Hewlett-Packard), британская Capita, новозеландская ADInstruments, в сфере консалтинга и других деловых услуг — британские PricewaterhouseCoopers и Ernst & Young, американские Deloitte Touche Tohmatsu и Bain & Company, нидерландская KPMG, люксембургская Regus.
На музыкальном рынке Австралии доминируют американские Sony Music Entertainment, Universal Music Group и Warner Music Group, а также британская EMI. На телевизионном рынке страны присутствуют американские News Corp (Foxtel, Fox Sports, Fox Footy, Fox Sports News и другие каналы) и Time Warner (CNN International, Cartoon Network, Boomerang, Turner Classic Movies и другие каналы).
Японской Japan Post Holdings принадлежит крупнейшая транспортно-логистическая компания страны Toll Holdings. В сфере авиаперевозок работают компании Virgin Australia (подразделение британской Virgin Group) и Tigerair Australia (совместное предприятие Virgin Group и Singapore Airlines). В сфере медицинских услуг работает британская компания Bupa.

## Сельское хозяйство и рыболовство

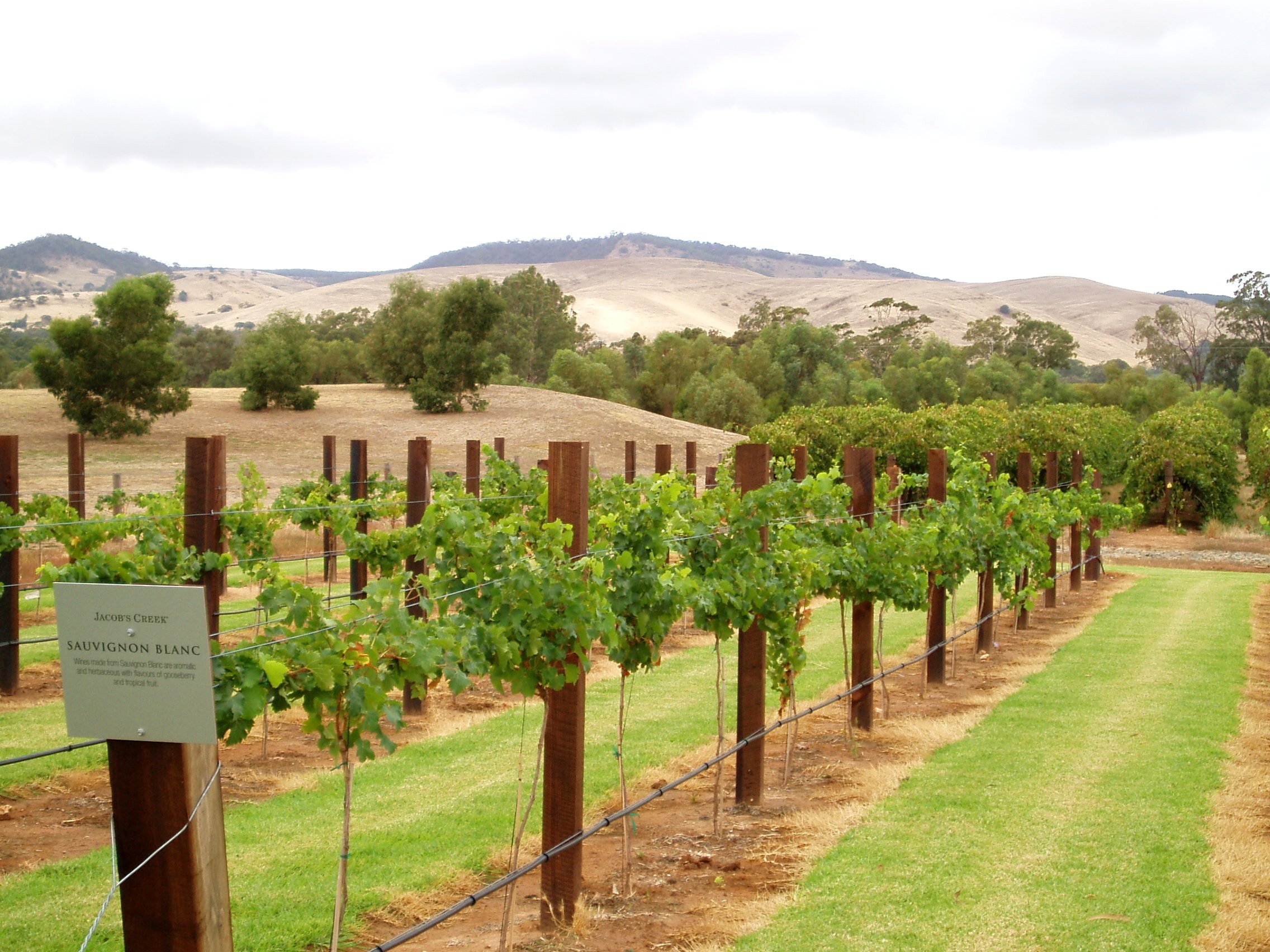
Виноградник Jacob’s Creek

В сельском хозяйстве Австралии иностранный капитал присутствует в производстве и сбыте мяса, зерна, шерсти, хлопка, опиумного мака, морепродуктов, растительного масла а также в виноделии. Французская компания Pernod Ricard владеет в Австралии винодельческими хозяйствами Orlando Wines, Jacob’s Creek, Richmond Grove, Wyndham Estate, Morris Wines (основные активы сосредоточены в долине Баросса).
На рынке зерна, семян масличных культур и кормов лидирующие позиции принадлежат американским компаниям Cargill Australia (включая её дочернюю компанию AWB) и Archer Daniels Midland, канадской Nutrien и швейцарской Glencore International.
Японская компания Suntory Holdings владеет крупнейшей австралийской цветоводческой компанией Florigene.